# 小泉恭次
小泉 恭次（こいずみ きょうじ、1886年（明治19年）2月2日 - 1946年（昭和21年）12月10日）は、大日本帝国陸軍軍人。最終階級は陸軍中将。

## 経歴
1886年（明治19年）に山形県米沢市で生まれた。興譲館中学校二年を経て、仙台陸軍幼年学校卒業。1905年（明治38年）に陸軍士官学校第18期を卒業し、1906年（明治39年）に歩兵少尉任官。1915年（大正5年）に陸軍大学校第27期卒業。1927年（昭和2年）に天津駐屯歩兵隊長に就任し、済南事件が発生した際には日本人居留民の保護に当たった。1928年（昭和3年）に東京警備司令部参謀を経て、1930年（昭和5年）に陸軍歩兵大佐に進級し、名古屋連隊区司令官に就任。1932年（昭和7年）に歩兵第16連隊長に転じ、満州事変に出動、馬占山軍と交戦した。
1933年（昭和8年）に近衛歩兵第1連隊長、1935年（昭和10年）3月に仙台陸軍教導学校長と歴任し、8月に陸軍少将に進級。1936年（昭和11年）には二・二六事件の責任を問われ更迭された、佐藤正三郎の後任として歩兵第1旅団長に就任。第1師団隷下部隊として満州に駐屯する。1937年（昭和12年）に第14師団司令部附となり、内地に帰還。1938年（昭和13年）に陸軍中将に進級し、鎮海湾要塞司令官に就任。1939年（昭和14年）3月9日に待命、3月20日に予備役に編入された。
予備役編入後は中華民国新民会中央訓練所長として北京に赴任。1945年（昭和20年）5月5日に召集され、東部軍管区兵務部長に就任。敗戦後の小泉は、阿南惟幾や田中静壱の自決に感銘を受け、自決を考えたが、8月25日に第142師団長に親補され、復員業務に当たる。12月に復員業務は完了し、召集解除となる。外地に出征していた長男の帰りを待ち、復員後の1946年（昭和21年）12月10日に割腹自決した。